# The Rebel
The Rebel è un film del 1933 diretto da Edwin H. Knopf e Luis Trenker. Tratto da una storia di Trenker, è la versione inglese de Il grande agguato, girata per il mercato statunitense. Il film fu la prima pellicola dell'Universal girata in Germania. Variety riportava che la compagnia statunitense aveva in progetto di produrre in Germania una serie di sedici film, ma fu bloccata dalla situazione politica del paese.

## Produzione
Il film fu prodotto dalla Deutsche Universal-Film.

## Distribuzione
Distribuito dall'Universal Pictures, il film uscì nelle sale cinematografiche USA il 15 giugno 1933.